# Weigenheim
Weigenheim är en kommun och ort i Landkreis Neustadt an der Aisch-Bad Windsheim i Regierungsbezirk Mittelfranken i förbundslandet Bayern i Tyskland.
Kommunen ingår i kommunalförbundet Uffenheim tillsammans med staden Uffenheim, köpingarna Ippesheim och Markt Nordheim samt kommunerna Ergersheim, Gollhofen, Hemmersheim, Oberickelsheim och Simmershofen.